# Somogyszob
Somogyszob község Somogy vármegyében, a Nagyatádi járásban.

## Fekvése
Somogy vármegye szívében található település. Erdőkkel övezett, természeti adottságokban bővelkedő területen fekszik. Délkeleti szomszédja Nagyatád, az északkeleti pedig Segesd, mindkettőtől nagyjából 8-8 kilométerre fekszik. Évtizedekkel ezelőtt még áthaladt a központján a 68-as főút is, utóbbi nyomvonalát időközben keletebbre helyezték át, a régi nyomvonal Nagyatád és Segesd között ma 6814-es útszámmal számozódik.
Somogyszob vasúti csomópont: Itt ágazik ki a Dombóvár–Gyékényes-vasútvonalból a Nagyatád–Somogyszob- és a Somogyszob–Balatonszentgyörgy-vasútvonal, ez előbbi vonalon azonban 2009. december 13-án a személyszállítás megszűnt, ráadásul a Somogyszob és Böhönye közötti szakaszon a 2020-as villámárvíz miatt járhatatlanná vált a pálya.

## Története

### Árpádok korától a mohácsi vészig
Somogyszob eredetileg az Árpádok korában a királynéi Següsd vármegyéhez tartozott. 1295-ben Morosini Tomasina Katalin anyakirályné László comesnek adományozta. Az 1332-37. évi pápai tizedjegyzékben is szerepel. 1331-ben Tamás erdélyi vajda lett Somogyszob ura. A budai káptalan I. Károly Róbert királynak szóló jelentésében két veszprémi és hat somogyi birtok átruházását említi, köztük Zoob falut. A leírás alapján a falut Segesd, Kozma – feltehetően Kutas-kozma –, Barad és Bolhás határolta. Továbbá említést tesz egy Lapod patakról, amely a Rinyába torkollik, feltehetőleg a most Kácsmóna néven ismert patakról van szó ami az azóta kiépült települést szeli át. A falu neve 1366-ban Poss alakban fordul elő. A 15. században Tamás erdélyi vajda utódai a birtokosok, a családnevük időközben pedig Szobi lett. 1437-ben említik a plébániáját. 1484-ben Szobi Péter fia, Mihály Batthyány Boldizsár kőszegi kapitánynak és grebeni Hermanfi Lászlónak zálogosította el. 1518-ban az esztergomi érsek, Bakócz Tamás tulajdona, aki feltehetőleg 1519-ben az esztergomi káptalannak adományozta.
A község határához tartozik Kisbaráti-puszta, mely korábbi írásos emlékekben Barad alakban fordult elő. 1382-ben a segesdi kerülethez tartozott, és Erzsébet királyné birtoka volt. 1396-ban kővágóőrsi Kis György adománybirtoka. 1403-ban Anthimi Jánosé, 1405-ben pedig a Batthyány családé volt.

### Magyarország három részre szakadásától a Rákóczi-szabadságharcig
1550-ben Várday Zsigmond volt a földesura. 1562-ben török hódoltsági terület, Kurdbin Mahmud hűbérbirtoka. Az 1571. évi török adólajstromban szerepelt. Kurdbin Mahmud 1573-ban bekövetkezett halálát követően Mahmed Musztafa hűbérbirtoka lett. 1586-88-ban a harcokban kitűnt török katonák voltak a hűbérbirtokosai. Az 1626-27. évi adólajstrom szerint az esztergomi káptalan volt a földesura, 1660-ban szintén az ő birtokában volt.
1715-ben gróf Nádasdy Tamás tulajdona. Az 1715-ös országos összeírás szerint az adózók száma 8 fő. 1720-ban a lakosság 200-300 fő között volt. 1726-ban az esztergomi főkáptalan volt a birtokosa. A helység lakói a hódoltság végén evangélikusok és reformátusok voltak.

### Az 1848–49-es szabadságharcig
A kuruc szabadságharc idején a császári zsoldban álló rác egységek elpusztították a falut. A lakosok ismét az erdőbe, mocsarakba menekültek, mint hajdan a törökök egy-egy pusztításakor. A reformátusoknak itt prédikátoruk és iskolamesterük volt. A templomot közösen használták. A templom sárral tapasztott szalmával fedett volt. Ezt 1734-ben a vármegye a Carolina resolutio hatására bezáratta, majd végül 1747-ben a katolikusoknak adta. 1774-ben 243 református 139 evangélikus és 79 katolikus élt a községben. A segesdi ferencesek filiája volt. 1779-81-ben építették a katolikus barokk templomot. A reformátusok pedig 1788-ban építették új templomukat. Az 1784/85. évi népszámlálás szerint a lakosság 671 fő. Az 1815. szeptember 19-én készített egyházlátogatási jegyzőkönyv szerint a szobi plébánia katolikus híveinek száma 366, amelyből 172 gyónó és 95 házaspár.
Az 1828. évi összeírás szerint az adózók száma 152, jobbágygazda 46 fő.

### Az első világháború végéig
Az 1848-as jobbágyfelszabadításkor 38 jobbágy-, 6 zsellér-háztartás, 37 jobbágytelek és 31 zsellértelek szabadult fel. Földbirtokosa az esztergomi káptalan. Az 1850. évi februári császári közigazgatási beosztás szerint a csurgói járás községe 969 fővel. A Habsburg Birodalom 19. században készült kataszteri térképén Szobb néven jelenik meg a település. 1851-ben Fényes Elek Szob néven tesz említést a faluról, ahol 315 református, 263 katolikus 72 ágostai és 10 zsidó hitvallású lakót jegyez fel írásában. 1855-ben egy nagy kolerajárvány volt a községben, aminek több mint 30 áldozata volt. Az 1870-es népszámláláskor 143 házban 1375 lakos élt, ekkor a marcali járáshoz tartozott. 1872-ben a Nagyatádi járás felsősegesdi körjegyzőségének a községe 1901-ig. Ekkor Szob névvel a körjegyzőség székhelye lett és Bolhás település tartozott hozzá. Az első körjegyző Gulyás János. 1907-ben a község neve Somogyszob, ugyanezen körjegyzőség székhelye. 1880-ban, 195 házban 1593 lakos, 1900-ban 1800 lakos, 1910-ben 1777 lakos, 1914-ben pedig 1950 lakos élt. Az első világháborútól fokozatosan emelkedett a lakosság létszáma. (A község pecsétjében lombos fa látható.)
1912. január 1-én Herceg Hohenlohe Oehringen Kraft Keresztély Ujest hercege, porosz nagybirtokos vásárolta meg a somogyszobi uradalmat 7 millió koronáért. Ezt megelőzően 1909-től már rendelkezett a terület vadászati jogával, amit az esztergomi főkáptalantól szerzett meg.
Az 1914. július 26-án kiütött I. világháborúba a faluból 304-en vonultak be, köztük a település elöljárói, mint a református lelkész, Németh Károly, a református tanító, Kulcsár Gyula, a 2 katolikus tanító, Péczer Tivadar és Károly Imre, a bíró, Boros József, az állomásfőnők, Birkás József, az adóügyi jegyző, Hosszú József és Mayhoffer Ödön földbirtokos.
1925-ben a község 8314 kataszteri hold területéből 2862 hold a szántó, 745 hold a rét és 3707 hold volt az erdő. A községben Karl Hohenlohe hercegnek 5556 kataszteri hold földbirtoka volt, melyből 1600 holdat bérbe adott. Ugyanekkor a községben az egy hold alatti szántóföld nélküli birtokból 103 volt, melyek együttes területe 35 hold volt. Az ugyanakkora területű de szántófölddel is rendelkező birtokok száma 11, ezeknek összterülete 10 hold volt. Az 1-5 hold területű földbirtokokból 120 volt Somogyszobon.
Hohenlohe herceg 1926. május 14-én kaszói kastélyában bekövetkezett halála után, a végrendelete alapján az uradalom tulajdonjoga János fivérének fiára, Hohenlohe Oehringen Ágostonra szállt.
A herceg a község I. világháborúban elhunyt hősi halottainak tiszteletére díszes fekete márványemléket állíttatott a református iskola elé, melynek leleplezése 1927. május 15-én történt. Az emlékművön 41 név szerepel.

### A második világháború végéig
A  II. világháború előtt a községben 30 iparos és 13 kereskedő élt. Hohenlohe herceg kaszói birtokán modern körülményeket alakított ki, a ma is álló víztornyot 1913-ban építették, a vízellátás mellett pedig a telefont és a villanyáramot is bevezettette, előbb volt közvilágítása Kaszónak, mint Somogyszobnak vagy Nagyatádnak. Somogyszobon 1923-ban történt a villanyáram bevezetése. A hercegnek a faluban is volt több majorsága, az egyikhez tartozott a mai Szabadság utca – az utca maga csak a háború után épült ki – bal oldalán a malom, a mérlegház, számos szolgálati lakás, cselédház és műhelyek. A jelenlegi iskolaépület és udvar helyén Zsolnay-cserépkályhás lakások, több szolgálati lakás hozzá tartozó ólakkal, istállókkal, pajtákkal. Egészen a patakig volt még asztalosműhely, lakatosműhely, gépészműhely és egy nagy magtár a portán. A majorságokban különböző gazdálkodások folytak, ami sok embernek adott munkát.
A háborút követően a hercegi család elhagyta az országot.
A község történetében 1945. március 30-án fejeződött be a II. világháború.

## Iskolái
A jelenlegi iskolaépület 1958-ban épült, az egykori uradalmi majorság helyén. Az épületben 4 osztályterem, egy előadóterem, egy úttörőszoba, 3 szertár, egy napközis terem, igazgatói iroda valamint egy nevelőszoba kapott helyet. Az iskolaparkot Penczinger Ferenc tervezte és telepítette. Az építéssel egy időben a település három régi felekezeti iskoláját elbontották, a köznevelési feladatok ellátását azóta ez az intézmény végzi a községben. Az iskolaépület később kiegészült egy pártházzal, illetve 1991-ben tornaterem is épült mellé.
A Somogyszobi Általános Iskola 8 évfolyamos alapoktatást végző intézmény, tanulói létszáma átlagosan 100 fő.

### Régi iskolák és tanítóik

#### Katolikus tanítók
A községben már 1746-ban lehetett iskola, legalábbis a református emlékkönyvekben találni erre utalásokat, a helye viszont nem tisztázott, csak a feltételezés, hogy református tulajdonú, gerendákból összerakott, sárral vakolt és zsúppal fedett épületről lehetett szó, amit a vármegye a katolikusoknak adott. Az első tanító Beregszászi János volt, akit 1746-ban iktatak be, távozásáról nem áll rendelkezésre információ. Őt követte Korber József, aki a feljegyzések alapján 1790-ben már hivatalban volt, leköszönéséről nincs adat. A következő tanító Gaál Károly volt, aki a feljegyzések szerint 1825-ben még biztosan a faluban tartózkodott. Őt váltotta Peti József tanító, 1835-ben már hivatalban volt. A soron következő tanító Pikula Márton, aki elődje halálát követő évben, 1956-ban került hivatalba és 36 évig szolgált. Utódja Draskovits Márton 1892-től 1898-ig, majd 1 évig Huber Ferenc tanított. Fónay Imre 1899-től 1903-ig volt hivatalban, őt váltotta Péczer Tivadar.
A feljegyzések szerint 1825-ben a főkáptalan építtetett iskolát, amely a tanító szobája és konyhája mellett egy 15 tanuló befogadására alkalmas teremmel rendelkezett. Az épületrészeket a bejáratnak is helyt adó tanítói folyosó kötötte össze. Az idő folyamán az épület gyarapodott egy kamrával és egy további szobával. A kántortanító 1903-as tanévtől Péczer Tivadar lett. A tanulók létszáma 1907-ben 130 fő volt, ez indokolta egy újabb tanterem építését, amely a meglévő épület folytatásában kapott helyet. A diákok emelkedő létszáma miatt a hitközség egy osztálytanítói állást is meghirdetett, így 1909-ben az iskolaszék Károly Imrét választotta második tanítónak. Az I. világháború idején a két hivatalban lévő tanító is bevonult a hadseregbe.

#### Református tanítók
A türelmi rendeletet követően a reformátusoknak csak 1789-ben épülhetett újra templomuk és iskolájuk a községben, ahol első preoráns tanítóként Bándi István lépett hivatalba. Később 1837 és 1841 között felépült téglából készült toronnyal rendelkező templomuk, amely 1856-ban bádogfedést kapott valamint kiegészült egy toronyórával. 1861-ben felépült a lelkészlak. 1877-ben a templom falait 2 méterrel megemelték és a teljes épületet felújították. 1898-ban a közösség adományaiból orgonát állítottak, az 1920-as években pedig Hohenlohe Keresztély herceg ajándékozta meg az egyházat egy haranggal.
A második iskola 1902-ben épülhetett meg, a régi iskola épületét pedig 1924-ben újították fel.
Dr. Antal Géza református püspök 1927. május 16-án történt látogatásáról készült emlékkönyv feljegyzései alapján 1913-tól Kulcsár Gyula volt az akkor még hivatalban lévő református tanító, valamint 1905-től Szikszay Erzsébet a másodtanító.

## Közélete

Somogyszob térképe utcanevekkel.

A település korai története során lakosság főleg földművelésből élt. A változást az 1870-es évektől kezdődő vasúti fejlesztések hozták meg, melynek köszönhetően megnőtt az iparosok és kereskedők száma, vele együtt pedig a lakosság életszínvonala is emelkedett. Sorra alakultak az egyesületek, a körök falujává vált a község. Az első társadalmi egylet az 1896-ban alakult Szobi Casinó, ami a vasúti vendéglő felvirágzásának hatására megszűnt. Ez követte 1902-ben a Polgári Olvasókör megalakítása Birkás József, a későbbi állomásfőnök közreműködésével, majd 1914-ben megszervezték az Iparos Kört. 1924-ben alakult az Önkéntes Tűzoltó Egyesület, 1926-ban pedig a Vasutasok Köre.
Szabady Károly körjegyző kezdeményezésére 1920-ban megalakult a Somogyszobi Hangya Szövetkezet az országos központi hitelszövetkezet részeként, amely 1933-ban már saját fiókot is tudott létesíteni. Az első termelőszövetkezetek 1951-ben alakultak: „Kossuth”, „Úttörő”, és „Aranykalász”, majd 1959-ben a „Béke”.
A Törpevízmű Társulat a község vezetékes ivóvíz-hálózatának kiépítésére 1968-ban alakult, a vezetékes gázhálózat kiépítésére pedig 1997-ben került sor.
Az 1960-as évektől kezdődően a településkép fokozatosan átalakult, a falu utcáinak száma napjainkban 27.
2013. január 1-jétől a Somogyszobi Közös Önkormányzati Hivatal látja el Somogyszob-Kaszó-Bolhás községek település működtetési és fejlesztési feladatait.

### Sport
A települést labdarúgás sportágban az 1921-ben alakult Somogyszobi Turul SE, majd 1939-től a Somogyszobi Vasutas Sportegyesület képviseli. A 2000-es években alakult a Somogyszobi Judo Club, amely a helyi fiatalok számára biztosítja a küzdősport lehetőségét.

### Polgármesterei
- 1990–1994: Friedrich József (független)[20]
- 1994–1998: Friedrich József (független)[21]
- 1998–2002: Eller János (független)[22]
- 2002–2006: Eller János (független)[23]
- 2006–2010: Eller János (független)[24]
- 2010–2014: Eller János (független)[25]
- 2014–2019: Eller János (független)[26]
- 2019–2024: Hodorics Katalin (független)[27]
- 2024– : Varga Zsolt (független)[1]

## Népesség
A település népességének változása:
| Lakosok száma | 1850 | 2107 | 1991 | 1785 | 1586 | 1530 | 1476 | 1406 | 1381 | 1382 |
|               | 1900 | 1949 | 1980 | 2001 | 2013 | 2016 | 2018 | 2020 | 2022 | 2024 |

A 2011-es népszámlálás során a lakosok 90%-a magyarnak, 5,5% cigánynak, 0,6% horvátnak, 0,4% németnek, 0,3% románnak mondta magát (10% nem nyilatkozott; a kettős identitások miatt a végösszeg nagyobb lehet 100%-nál). A vallási megoszlás a következő volt: római katolikus 58,6%, református 12%, evangélikus 1%, felekezet nélküli 6,7% (21% nem nyilatkozott).
2022-ben a lakosság 93,2%-a vallotta magát magyarnak, 3,5% cigánynak, 0,5% németnek, 0,4% horvátnak, 0,1-0,1% szerbnek, lengyelnek és szlováknak, 0,9% egyéb, nem hazai nemzetiségűnek (6,8% nem nyilatkozott; a kettős identitások miatt a végösszeg nagyobb lehet 100%-nál). Vallásuk szerint 49,2% volt római katolikus, 11,8% református, 1% evangélikus, 0,8% egyéb keresztény, 1,7% egyéb katolikus, 7,5% felekezeten kívüli (27,9% nem válaszolt).

## Nevezetességei
- Somogyszob község látnivalói közé tartozik az evangélikus, katolikus és református templom. A legrégebbi irat az 1333-ból származó pápai tizedjegyzék, mely említést tesz a katolikusok plébániájáról. A török hódoltság idején a lakosság a katolikus templomban is  református istentiszteleteket tartott. Ez a templom elpusztult, mely helyébe újat építettek, amit 1746-ban Padányi Bíró Márton püspök a katolikusoknak adott. Ekkor a reformátusok saját templom felállításának érdekében Budára, majd Bécsbe mentek, mely eredményeképpen egy imaház felépítését sikerült elérniük. A református templomot csak 1837-ben kezdték építeni. A katolikusok a fatemplom helyén 1775-ben kezdtek el építkezni.
- A Vilma-ház Somogyszob egyik büszkesége, a település egyik legrégibb épségben fennmaradt lakóépülete, amit 2003-ban  rekonstruáltak. A nagy udvart fakerítés övezi. Az épületben eredeti állapotában láthatjuk a füstös konyhát, amit régi használati tárgyakkal rendeztek be. A látogatók itt megismerhetik több régi, kemencében sült étel készítését. A két szoba egyikét régi népi bútorokkal és tárgyakkal rendezték be, a másikat pedig műhelynek. A látogatók ebben – előre egyeztetett időpontokban – megismerhetik a szövés, korongozás stb. technikáit. A védett épület a somogyszobi önkormányzat tulajdona.
- A településről származik egy műemléki védettséggel rendelkező zsúpfedésű lakóház, amely megtekinthető a Szennai Skanzen területén. A ház bontása 1981-ben kezdődött, majd a restaurációval egybekötött felépítése 1987-ben fejeződött be.[30]
- Az általános iskola a község központjában egy nagyon szép parkosított területen áll. Mögötte alakították ki a szabadidőparkot tóval, pihenővel és sétányokkal.
- Az önkormányzat épülete mellett díszkút áll (télen nem működik).
- A kaszói elágazásnál található Klubok Háza falát több kerámia-dombormű díszíti. Az épület parkjában látható Szent Mihály szobra.
- Somogyszob közvetlen közelében található a turizmusáról híres Kaszó. Üdülőközpontjában medence, vadászház és faházak is vannak. A települést az idénytől függően vadászok és turisták keresik fel. Határában van hazánk egyik legrégebben (1942 óta) védett természetvédelmi területe, a Baláta-tó; egyebek között az aldrovanda (Aldrovanda vesiculosa) húsevő (rovaremésztő) növény természetes élőhelye. A kirándulók az erdőben lovagolhatnak vagy felülhetnek a kanyargó kisvasútra.
- Vikár Béla etnográfus Somogy vármegyei gyűjtőútja során 1898. augusztus 14-én járt Somogyszobon, ahol több népdalt rögzített. A fonográfját a Kálvin u. 6. címen, a régi református iskola udvarán állította fel. A gép 6 darab fonográfhengeren 23 dalt örökített meg. A dalok között szerepel a „Lement a nap a maga járásán” kezdetű népdal is, amelyet a felvételen „Két alma van a szűröm aljában...” szöveggel énekelt fel Cipán Illés.[31]

A falu határában található, óholocén korú gyepvasérctelep ismert földtani nevezetesség.

## Képek

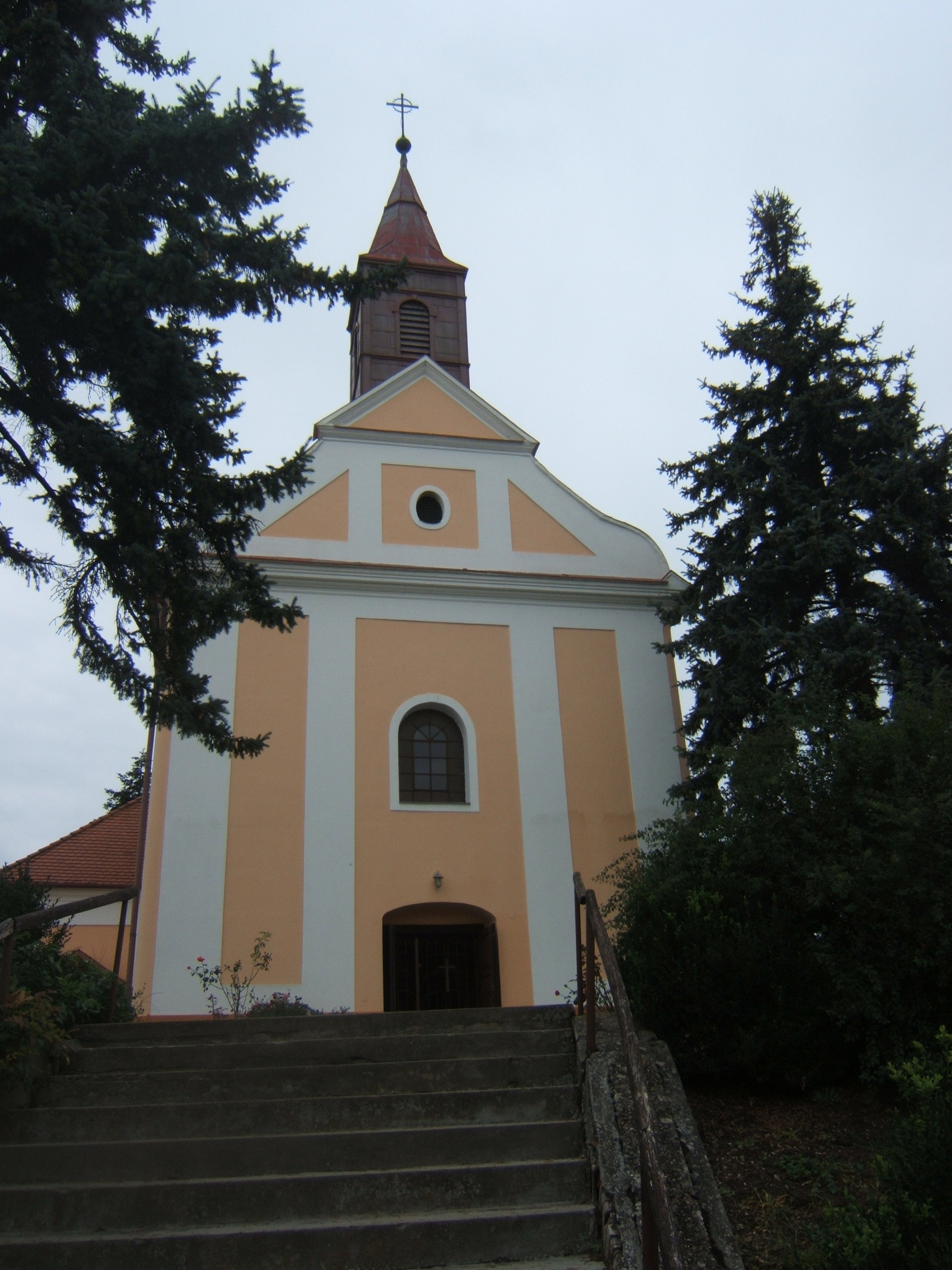
Római katolikus templom
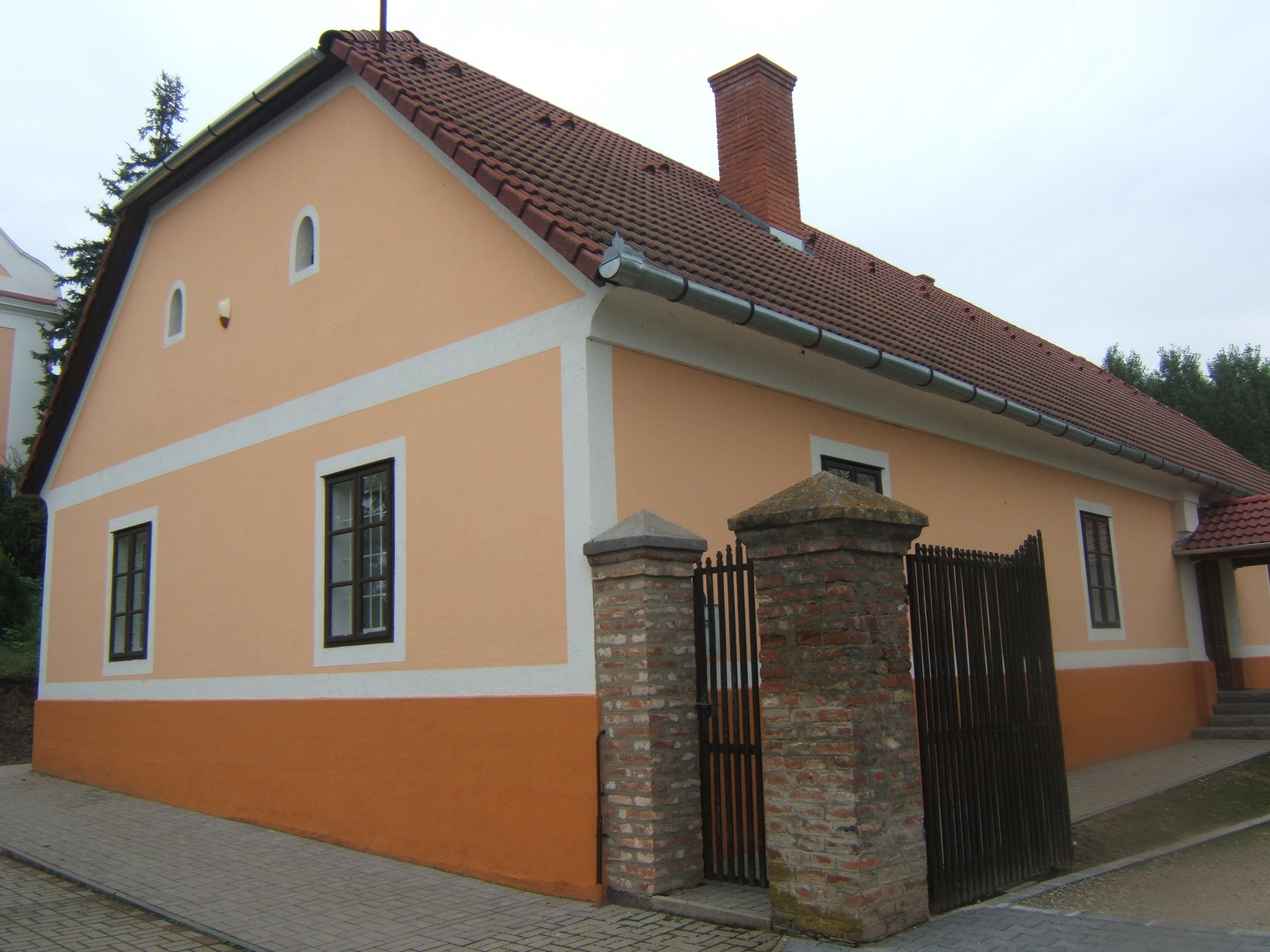
Plébánia
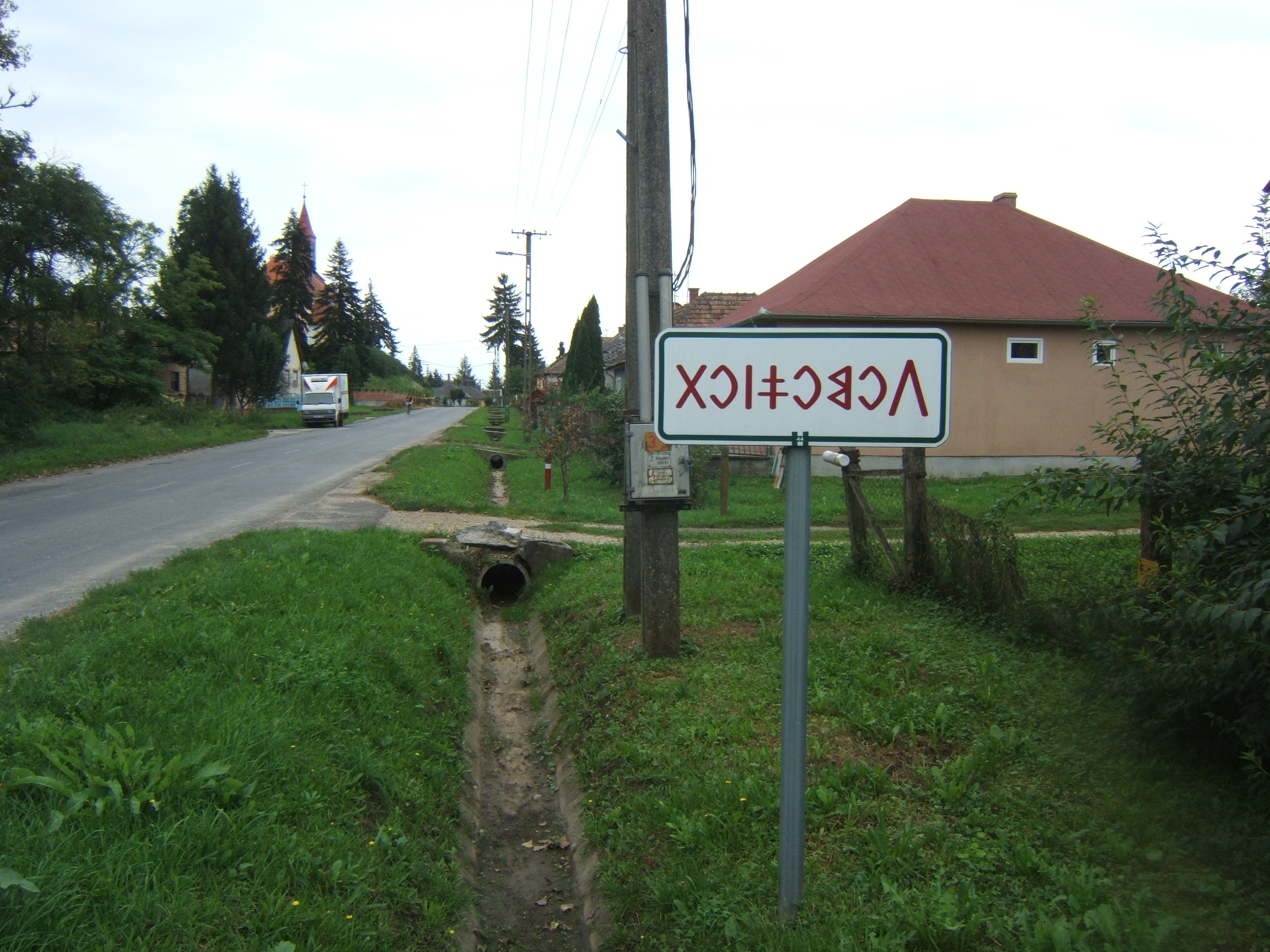
Székely–magyar rovásfeliratos tábla a falu határában

## Híres emberek
- Itt született Hosszú Miklós matematikus, a matematikai tudományok doktora, egyetemi tanár.